# Energiepreispauschale
Die Energiepreispauschale (auch: Energiebonus oder Energiepauschale, Abkürzung: EPP) ist eine Einmalzahlung zur Entlastung von gestiegenen Energiekosten. Sie wurde in Deutschland im Jahr 2022 in Höhe von 300 Euro bzw. im Jahr 2023 an Studenten und Fachschüler in Höhe von 200 Euro ausgezahlt. Anspruch hatten nach § 1 Abs. 1 Einkommensteuergesetz (EStG) unbeschränkt Steuerpflichtige, die entweder erwerbstätig waren, eine gesetzliche Rente erhielten oder bestimmte Versorgungsbezüge. Rechtsgrundlagen waren das Einkommensteuergesetz (§§ 112 bis 122 EStG), das Rentenbeziehende-Energiepreispauschalengesetz (RentEPPG) für Rentner, das Versorgungsrechtliche Energiepreispauschalen-Gewährungsgesetz (VEPPGewG) für Versorgungsempfänger des Bundes und das Studierenden-Energiepreispauschalengesetz (EPPSG) für Studenten und Fachschüler.

## Hintergrund und Rechtsentwicklung
Ursprünglich sollte die Energiepreispauschale erwerbstätige Bevölkerungsgruppen von „kurzfristig und drastisch gestiegenen erwerbsbedingten“ Fahrtkosten entlasten, die sich aufgrund der Energiekrise im ersten Halbjahr 2022 zusammen mit den Kraftstoffpreisen erhöht hatten. Die Pauschale wurde auf Empfehlung des Finanzausschusses im Rahmen des sogenannten Zweiten Entlastungspakets durch das Steuerentlastungsgesetz 2022 in das Einkommensteuergesetz aufgenommen. Nach Kritik an der Beschränkung des Empfängerkreises auf Erwerbstätige wurde dieser Kreis im zweiten Halbjahr 2022 erweitert; am 11. Oktober 2022 beschloss die Koalitionsfraktion im Deutschen Bundestag einen Gesetzentwurf für die Zahlung einer Energiepreispauschale an Renten- und Versorgungsbeziehende aufgrund der „weiterhin zu erwartenden hohen Preissteigerungen im Energiebereich“, dem der Bundestag am 20. Oktober 2022 zustimmte. Rechtsgrundlage war nicht das Einkommensteuergesetz, sondern eigenständige Gesetze, die neu erlassen wurden. Diesen folgte im Dezember 2022 ein weiteres eigenständiges Gesetz für Studierende als Berechtigte.

## EPP für Erwerbstätige

### Anspruchsberechtigte
Anspruchsberechtigt waren alle unbeschränkt Steuerpflichtigen, die im Veranlagungszeitraum 2022
- Einkünfte aus Land- und Forstwirtschaft (§ 13 EStG)
- Einkünfte aus Gewerbebetrieb (§ 15 EStG)
- Einkünfte aus selbständiger Arbeit (§ 18 EStG)
- Einkünfte aus nichtselbständiger Tätigkeit (§ 19 Abs. 1 Nr. 1 EStG)

erzielten.
Der Anspruch entstand am 1. September 2022.

### Auszahlung der Energiepreispauschale

#### Auszahlung an Arbeitnehmer
Arbeitnehmer, die am 1. September 2022 in einem Beschäftigungsverhältnis standen und in die Steuerklassen 1 bis 5 eingereiht waren, erhielten die Energiepreispauschale in der Regel im September 2022 durch den Arbeitgeber mit dem Lohn oder Gehalt ausgezahlt. Das galt auch für geringfügig Beschäftigte (Minijob), sofern ihr Arbeitgeber eine Lohnsteuer-Anmeldung beim Finanzamt abgab und sie ihrem Arbeitgeber schriftlich bestätigten, dass es sich bei dem Beschäftigungsverhältnis um das erste Dienstverhältnis handelt.
Arbeitgeber, die im Kalenderjahr insgesamt mehr als 1.080 Euro Lohnsteuer an das Finanzamt abzuführen hatten, aber nicht mehr als 5.000 Euro, konnten die Pauschale im Oktober 2022 auszahlen. Wenn die abzuführende Lohnsteuer im Kalenderjahr weniger als 1.080 Euro betrug, konnte der Arbeitgeber auf die Auszahlung verzichten.
In der Lohnsteuer-Anmeldung des Arbeitgebers minderte die Pauschale die abzuführende Lohnsteuer. Zur Kennzeichnung, dass einem Arbeitnehmer die Energiepreispauschale ausgezahlt wurde, war in die elektronische Lohnsteuerbescheinigung der Großbuchstabe E einzutragen.

#### Anrechnung auf die Einkommensteuervorauszahlung
War eine Einkommensteuer-Vorauszahlung für Gewinneinkünfte (§§ 13, 15 oder 18 EStG) für den 10. September 2022 festgesetzt worden, war diese Vorauszahlung um 300 Euro zu mindern. Betrug die Vorauszahlung weniger als 300 Euro, wurde sie auf 0 Euro gemindert. Verfahrensrechtlich sollte die Herabsetzung der Vorauszahlung durch Allgemeinverfügung erfolgen oder durch einen geänderten Vorauszahlungsbescheid.

#### Auszahlung in anderen Fällen
Anspruchsberechtigte, denen die Energiepreispauschale nicht vom Arbeitgeber ausgezahlt wurde oder die ihre Steuervorauszahlung nicht um 300 Euro mindern konnten, erhalten die Vergünstigung im Rahmen der Einkommensteuerveranlagung 2022 ausgezahlt, also frühestens im Jahr 2023 nach Abgabe einer Einkommensteuererklärung beim Finanzamt.

### Steuerpflicht der Energiepreispauschale
Die Energiepreispauschale gilt als Einnahme im Rahmen der sonstigen Einkünfte, genauer als Einnahme aus Leistungen im Sinne des § 22 Nr. 3 EStG, und ist damit voll einkommensteuerpflichtig. Bei Arbeitnehmern gilt die Pauschale als Einnahme aus nichtselbständiger Arbeit. In diesem Fall wird sie – weil sozialabgabenfrei – bei der Berechnung der Vorsorgepauschale im Lohnsteuerabzugsverfahren nicht berücksichtigt. Bei Minijobbern wird auf eine Versteuerung verzichtet.
Die Steuerpflicht führt dazu, dass lediglich Anspruchsberechtigte mit einem zu versteuernden Einkommen unterhalb des Grundfreibetrages (10.347 Euro) die Energiepauschale in vollem Umfang erhielten. Den übrigen Anspruchsberechtigten verbleibt dagegen nur ein um den individuellen Grenzsteuersatz gekürzter Betrag, der sich in einigen Fällen noch um den Solidaritätszuschlag und die Kirchensteuer vermindern konnte.
Auf die Energiepreispauschale wurden keine Sozialabgaben abgeführt, da es sich nicht um Arbeitsentgelt im Sinne des § 14 SGB IV handelte.

### Nichtberücksichtigung bei Sozialleistungen
Die Energiepreispauschale wurde bei einkommensabhängigen Sozialleistungen nicht als Einkommen berücksichtigt (§ 122 EStG). Bei sogenannten Aufstockern wurde sie daher nicht nach § 11 SGB II auf das Arbeitslosengeld II angerechnet. Wer nur Arbeitslosengeld II bezog, ohne zugleich Aufstocker zu sein, erhielt die Energiepreispauschale nicht.

### Kritik
Der Sozialverband VdK plante im Juni 2022 eine Musterklage gegen Ungleichbehandlung bei der neuen Energiepauschale, die nach Ausweitung des Kreises der Berechtigten auf Rentner und Versorgungsempfänger nicht mehr weiterverfolgt wurde.

## EPP für Rentner/Versorgungsempfänger
Die Energiepreispauschale erhielt, wer zum Stichtag 1. Dezember 2022 Anspruch auf eine Alters-, Erwerbsminderungs- oder Hinterbliebenenrente der gesetzlichen Rentenversicherung oder auf Versorgungsbezüge nach dem Beamten- oder dem Soldatenversorgungsgesetz und seinen Wohnsitz im Inland hatte. Die Auszahlung erfolgte bis zum 15. Dezember 2022 durch die Rentenzahlstellen bzw. auszahlenden Stellen der Versorgungsbezüge; ein Antrag war nicht erforderlich. Bis zum 30. Juni 2023 konnte gem. § 5 RentEPPG die nachträgliche Auszahlung bei der Deutschen Rentenversicherung Knappschaft-Bahn-See beantragt werden.
Rentenbezugsberechtigte Unfallopfer (§ 56 SGB VII), Gewaltopfer (§ 1 OEG) und Versorgungsempfänger der berufsständischen Versorgungswerke werden von dem Gesetz nicht erfasst, da für sie „auf die Schnelle keine Lösung gefunden werden konnte“.
Die Versorgung von Landesbeamten beruht auf Landesrecht mit der Folge, dass ein Anspruch auf eine Energiepreispauschale in den einzelnen Bundesländern durch Landesgesetz geregelt werden müsste. Bis Dezember 2022 hatten einige Bundesländer – jedoch nicht alle – angekündigt, die Pauschale ebenfalls auszuzahlen.

## EPP für Studierende
Studierende und Fachschüler haben Anspruch auf eine Einmalzahlung von 200 Euro, wenn sie am 1. Dezember 2022 an einer Hochschule in Deutschland immatrikuliert oder an einer Berufsfachschule angemeldet waren (§ 1 EPPSG). Die Pauschale ist steuerfrei und wird bei einkommensabhängigen Leistungen, Sozialleistungen und Sozialversicherungsbeiträgen nicht berücksichtigt. Das Bundesbildungsministerium hatte ursprünglich geplant, die EPP über eine Gutschrift auf die Studienbeiträge auszuzahlen; dies wurde jedoch von den Landesministern abgelehnt. Daher ist, im Gegensatz zu den EPP für Erwerbstätige und Rentner, eine Antragstellung erforderlich. Dies war vom 15. März und bis zum 2. Oktober 2023 digital über die Antragsplattform Einmalzahlung200.de möglich. Voraussetzung ist ein Nutzerkonto Bund (BundID) sowie ein entsprechender Zugangscode der jeweiligen Hochschule. Die Auszahlung erfolgt auf das angegebene Bankkonto.

### Kritik
Die Auszahlung von 200 Euro für Studenten ist Gegenstand heftiger Kritik. Dies liegt daran, dass die Auszahlung für Senioren automatisch erfolgt, während Studenten mit mehreren Plattformen interagieren müssen, um ihre Auszahlung zu erhalten. Darüber hinaus erhalten Studenten 100 Euro weniger und müssen ein halbes Jahr länger warten als Senioren. Die erforderlichen Plattformen sind BundID, Elster, ein digitaler Personalausweis mit mehreren zugehörigen Apps, ein PIN der Hochschule sowie die Website einmalzahlung200.de. Es ist zu bemängeln, dass letztere wie eine Phishing-Webseite klingt. In den ersten Tagen kam es zum Zusammenbruch der Server der verschiedenen Dienste. Die Website „einmalzahlung200“ hatte einen digitalen Warteraum mit einer Wartezeit von etwa einer Stunde, und bei fehlerfreier Bedienung gelangte man nur dreimal in den Warteraum. Da abhängige Dienste wie BundID oder der digitale Personalausweis zusammenbrachen, mussten viele Studenten und Fachschüler immer wieder von vorne anfangen. Einige hatten Schwierigkeiten, weil die Website „einmzahlung200“ fehlerhaft war, z. B. konnte man keinen PIN eingeben oder man erhielt den Fehler, dass man zu lange gebraucht habe, um das Formular auszufüllen. Dies führte bei vielen Studenten zu Frustration. Einige Hochschulen hatten am ersten Tag die PINs noch nicht herausgegeben.

## Weitere steuerfinanzierte Einmalzahlungen

### Heizkostenzuschuss für Wohngeld- und BAföG-Empfänger
Wohngeld- und BAföG-Empfänger, die keine der genannten Einkünfte erzielten, erhielten im Jahr 2022 unter bestimmten Voraussetzungen einen zunächst als Einmalzahlung vorgesehenen Heizkostenzuschuss nach dem Heizkostenzuschussgesetz. Die Höhe hing ab von der Anzahl der bei der Wohngeldbewilligung berücksichtigten Haushaltsmitglieder. Bei BAföG-Empfängern betrug sie 230 Euro (§ 2 HeizkZuschG). Wegen der anhaltenden Krisensituation wurde im zweiten Halbjahr 2022 die Zahlung eines zweiten Heizkostenzuschusses für diesen Empfängerkreis beschlossen (§ 2a HeizkZuschG).

### Zahlungen nach dem Sofortzuschlags- und Einmalzahlungsgesetz
Nach Änderungen des SGB II, SGB III und SGB XII durch das Sofortzuschlags- und Einmalzahlungsgesetz erhielten Personen, die für den Monat Juli 2022 Anspruch auf Arbeitslosengeld II oder Sozialgeld hatten, eine 200 Euro betragende Einmalzahlung zum Ausgleich der mit der COVID-19-Pandemie in Zusammenhang stehenden Mehraufwendungen (§ 73 SGB II). Diese Einmalzahlung erhielten auch Leistungsberechtigte, denen für den Monat Juli 2022 Sozialhilfe oder Hilfe zum Lebensunterhalt nach dem Dritten oder Vierten Kapitel des SGB XII gezahlt wurde (§ 144 SGB XII). Personen, die im Monat Juli 2022 für mindestens einen Tag Anspruch auf Arbeitslosengeld hatten, erhielten eine Einmalzahlung in Höhe von 100 Euro (§ 421d Abs. 4 SGB III).
Bedarfe für Unterkunft und Heizung werden bei Grundsicherungsbeziehern in Höhe der tatsächlichen Aufwendungen anerkannt, soweit sie angemessen sind (§ 22 Abs. 1 Satz 1 SGB II, § 35 Abs. 4 SGB XII).

## Österreich
Die vergleichbare Pauschale wurde in Österreich als Energiekostenausgleich bezeichnet. Die finanzielle Entlastung von Haushalten erfolgte durch einen Gutschein in Höhe von 150 Euro zur Verminderung der Kostenbelastung aus einer Stromrechnung (§ 1 Abs. 1 des Energiekostenausgleichsgesetzes 2022).